# Fiertés – Mut zur Liebe
Fiertés – Mut zur Liebe (Originaltitel Fiertés) ist eine französische Miniserie bestehend aus drei Episoden, die am 3. Mai 2018 auf dem Sender Arte ihre Premiere feierte. Die Serie erstreckt sich über drei Jahrzehnte, wobei die gesellschaftlichen Ansichten über Homosexualität und AIDS im Mittelpunkt stehen. Die drei Jahre 1981, 1999 und 2013, in denen die Serie spielt, haben für die französische LGBT-Gemeinschaft eine spezielle Bedeutung (siehe Abschnitt Handlung). Der Titel leitet sich von dem Marche des fiertés (deutsch: Marsch der Stolzen) ab, was dem deutschen Christopher Street Day entspricht. Die Idee zur Serie stammt von dem Filmemacher Philippe Faucon, der die Drehbücher der Folgen zusammen mit José Caltagirone und Niels Rahou verfasste.

## Handlung

### 1981
Der 17-jährige Victor arbeitet auf der Baustelle seines Vaters Charles. Er kommt mit seinem Kollegen Sélim ins Gespräch, dem Sohn des Vorarbeiters Sofiane. Obwohl Victor mit einem Mädchen namens Aurélie zusammen ist, fühlt er sich von dem gleichaltrigen Sélim angezogen. Als Victor und Sélim eines Tages Zärtlichkeiten austauschen, werden sie dabei von Charles beobachtet. Obwohl er sich selbst als liberal bezeichnet und die Sozialisten unterstützt, kann er Victors Homosexualität nicht akzeptieren. Er entlässt Sélim und berichtet Sofiane von der Neigung seines Sohnes. Daraufhin zerbricht die Bindung zwischen den beiden jungen Männern, Victor wird in der Schule gemobbt und ausgegrenzt. Weil er sich einsam fühlt, geht er zu einem bei Homosexuellen beliebten Treffpunkt und tritt dort auf Serge, einen Mann, der etwas älter ist als er selbst. Am Ende der Folge werden die beiden ein Paar.
Ereignisse: Wahl François Mitterrands zum Präsidenten, dadurch Gleichstellung des Schutzalters für homosexuelle Paare auf 15 Jahre

### 1999
Victor ist inzwischen ein Architekt und lebt immer noch zusammen mit Serge, bei dem eine HIV-Infektion diagnostiziert wurde. Serge ist bei einem LGBT-Verein angestellt, der sich für junge Homosexuelle wie Basile einsetzt. Das Paar ist gut mit Aurélie befreundet und kümmert sich gelegentlich um deren Tochter Emma. Bei seinem ersten Bauprojekt trifft Victor auf der Baustelle Sélim, der dort wie früher sein Vater als Vorarbeiter fungiert. Er ist mit einer Frau namens Farah verheiratet und Vater zweier Kinder. Victors und Sélims alte Liebe flammt wieder auf, und die beiden beginnen eine Affäre, welche von Sélim allerdings beendet wird, da er seine Familie nicht verlieren will.
Victor möchte Vater werden und stellt einen Adoptions-Antrag. Weil dieser bei homosexuellen Männern praktisch immer abgelehnt wird, verschweigt er der Sozialarbeiterin seinen Partner und gibt an, alleinstehend zu sein. Da sie mit Victors Eltern sprechen möchte, bittet er seinen Vater, der der Neigung seines Sohnes immer noch kritisch gegenüber steht, ihn nicht zu verraten. Dieser hält sich nicht daran, und der Antrag droht zu scheitern. Farah regelt schließlich die Angelegenheit, da sie eng mit einer Stadträtin befreundet ist, jedoch unter der Bedingung, dass sich Victor und Sélim nie wieder treffen.
Ereignis: Einführung des Zivilen Solidaritätspaktes

### 2013
Diego, der mexikanische Adoptivsohn von Victor, geht auf ein Lycée und wird bald seine Abiturprüfungen schreiben. Er ist homophoben und rassistischen Anfeindungen seines Mitschülers Paul ausgesetzt. Ihm droht der Schulverweis, da er sich mit ebendiesem Schüler geprügelt hat. Victor streitet sich oft mit seinem Sohn, weil dieser den Konflikt nicht gewaltfrei lösen kann. Serge versucht zu schlichten, stellt sich aber auf die Seite von Diego, was Victor nicht nachvollziehen kann. Nach diesen Auseinandersetzungen besucht Diego oft heimlich seinen verwitweten Großvater Charles, auf den Victor immer noch wütend ist. Beim Besuch einer Kneipe verliebt sich Diego in Noémie, eine Jura-Studentin im ersten Semester. Sie ist die Schwester von Paul, trotz anfänglicher Schwierigkeiten werden sie und Diego ein Paar. Bei einem Marche des fiertés demonstrieren Serge und Diego gemeinsam mit den anderen Teilnehmern für die gleichgeschlechtliche Ehe. Obwohl Noémi aus einem konservativen Elternhaus stammt, unterstützt sie im Gegensatz zu ihrem Bruder die Gleichstellung und geht ebenfalls mit. Als Victor nachkommt, wird er von Gegnern der Demonstration zusammengeschlagen und schwer verletzt. Nachdem er aus dem Krankenhaus entlassen wird, beschließen er und Serge zu heiraten. Noch vor der Eheschließung stirbt Serge an den Folgen seiner AIDS-Erkrankung. Da Victor Serge versprochen hat, nach dessen Tod nach vorne zu blicken, verabredet er sich mit seinem Bekannten Pio zum Abendessen.
Ereignis: Einführung der Gleichgeschlechtlichen Ehe in Frankreich

## Besetzung und Synchronisation
Die deutschsprachige Synchronisation entstand bei der Christa Kistner Synchronproduktion in Potsdam. Masen Abou-Dakn schrieb die Dialogbücher und führte die Dialogregie.
| Rolle               | Schauspieler       | Synchronsprecher    |
| ------------------- | ------------------ | ------------------- |
| Victor (17 Jahre)   | Benjamin Voisin    | Patrick Baehr       |
| Victor (erwachsen)  | Samuel Theis       | Alexander Doering   |
| Sélim (17 Jahre)    | Sami Outalbali     | Julian Tennstedt    |
| Sélim (erwachsen)   | Nicolas Cazalé     | Marios Gavrilis     |
| Charles             | Frédéric Pierrot   | Bernd Vollbrecht    |
| Martine             | Emmanuelle Bercot  | Marion Musiol       |
| Aurélie (17 Jahre)  | Lou Roy-Lecollinet | Jodie Blank         |
| Aurélie (erwachsen) | Sophie Quinton     | Janin Stenzel       |
| Serge               | Stanislas Nordey   | Viktor Neumann      |
| Sofiane             | Hafid Djemaï       | Falilou Seck        |
| Basile (17 Jahre)   | Phénix Brossard    | Arne Kapfer         |
| Basile (erwachsen)  | Thomas Scimeca     | Tim Knauer          |
| Sachbearbeiterin    | Chiara Mastroianni | Anna Grisebach      |
| Farah               | Loubna Abidar      | Sanam Afrashteh     |
| Diego               | Julien Lopéz       | Sebastian Fitzner   |
| Paul                | Hugo Sire          | Philip Süß          |
| Noémie              | Rebecca Marder     | Maximiliane Häcke   |
| Emma                | Laura Renoncourt   | Shirin Westenfelder |
| Pio                 | Jérémie Elkaïm     | Bastian Sierich     |
| Schuldirektorin     | Marilyne Canto     | Maud Ackermann      |

## Rezeption
In der Internet Movie Database erreichte die Serie eine Bewertung von sieben aus zehn Sternen basierend auf 162 abgegebenen Stimmen.

„Die Serie Mut zur Liebe stemmt sich gegen Stereotype und lässt ihre Charaktere reifen, aber sie traut sich leider nicht viel zu, bleibt chronologisch, ohne Experimente. Obwohl die Dialoge manchmal starr klingen: Die Schauspieler sind glaubwürdig, und ihnen und dem langen Atem des Regisseurs ist es zu verdanken, dass man Victors Kampf um den Stolz am Ende wirklich zu verstehen glaubt – und mit ihm den der anderen.“